# Oswald Pfau
Oswald Pfau (ur. 7 lipca 1915, zm. 3 stycznia 1969 w Dortmundzie) – niemiecki piłkarz występujący na pozycji bramkarza, a także trener.

## Kariera piłkarska
W swojej karierze Pfau reprezentował barwy zespołów MTV Pommerensdorf, Eintracht Frankfurt, Hertha BSC oraz Einheit Grimmen.

## Kariera trenerska
Pfau rozpoczął karierę jako grający trener Einheitu Grimmen. Następnie prowadził wschodnioniemieckie zespoły SV Waren 09, Lokomotive Stendal, Motor Warnowwerft Warnemünde oraz Empor Rostock, a w 1956 roku był asystentem selekcjonera reprezentacji NRD.
Od 1956 roku Pfau trenował zachodnioniemieckie drużyny grające w Oberlidze: Stuttgarter Kickers, TuS Bremerhaven 93, 1. FC Köln, FK Pirmasens oraz Alemannia Aachen. Wraz z 1. FC Köln w 1960 roku wywalczył wicemistrzostwo Niemiec. Następnie w latach 1966–1968 trenował zespół VfR Mannheim z Regionalligi, a w 1968 roku prowadził Borussię Dortmund, grającą w Bundeslidze. Był to jego ostatni klub w karierze.